# Peruaanse orpheusmierkruiper
De Peruaanse orpheusmierkruiper (Hypocnemis peruviana) is een zangvogel uit de familie Thamnophilidae.

## Verspreiding en leefgebied
Deze soort komt voor in het westelijke Amazonegebied en telt twee ondersoorten:
- H. p. saturata: zuidoostelijk Colombia, oostelijk Ecuador, noordoostelijk Peru en noordwestelijk Brazilië.
- H. p. peruviana: van oostelijk Peru tot noordwestelijk Bolivia.

## Status
De grootte van de populatie is niet gekwantificeerd maar de soort wordt omschreven als vrij algemeen. Op de Rode lijst van de IUCN heeft deze soort de status niet bedreigd.